# Otto Schuhart

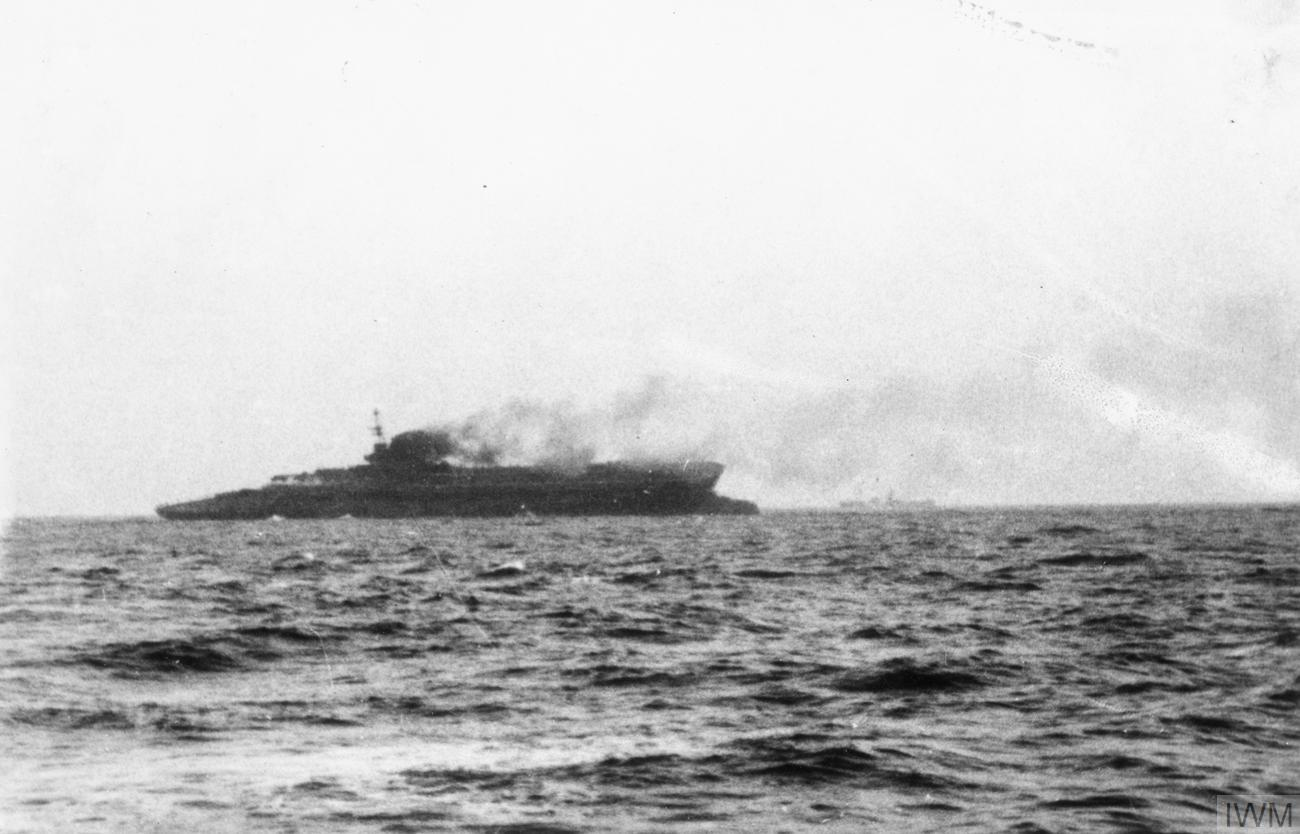
HMS Courageous zinkt na twee torpedo's van Otto Schuhart

Otto Schuhart (Hamburg, 4 september 1909 – Stuttgart, 10 maart 1990) was een Duits U-bootkapitein tijdens de Tweede Wereldoorlog, die het Brits vliegdekschip HMS Courageous (1916) tot zinken bracht, het eerste oorlogsschip van de Royal Navy dat in de Tweede Wereldoorlog verging.

## Opleiding
Otto Schuhart ging op 1 april 1929 bij de Reichsmarine. Hij kreeg opleiding te Stralsund en dan op het zeilschip Niobe en volgde les aan de Marineschool te Flensburg-Mürwik. Hij voer dan op de lichte kruiser Emden naar Madeira, de Caraïbische Zee, de Verenigde Staten en Las Palmas de Gran Canaria en dan op de lichte kruiser Karlsruhe. In 1931 en 1932 kreeg hij bijkomende opleiding over scheepsgeschut, torpedo's, luchtafweergeschut en radiocommunicatie. In 1932 werd hij luitenant op het linieschip Schleswig-Holstein. Van 1936 tot 1937 was hij luitenant bij het 1. Unterseebootsflottille "Weddigen". Hij werd daarna officier op de U 25. In 1938 was hij plaatsvervangend bevelhebber van de U 8. In december 1938 kreeg hij het bevel over de U 25 in Wilhelmshaven.

## Tweede Wereldoorlog
Bij uitbraak van de Tweede Wereldoorlog in 1939 kreeg hij het bevel over de U 29. Op 17 september 1939 volgde hij het vliegdekschip HMS Courageous van de Britse Royal Navy twee uur. Toen draaide het vliegdekschip zich in de wind om zijn vliegtuigen te laten opstijgen. Otto Schuhart lanceerde daarop drie torpedo's, waarvan er twee troffen aan bakboord. Het vliegdekschip kapseisde en zonk in 15 minuten, waarbij alle 518 opvarenden verdronken. Dit was het eerste oorlogsschip van de Royal Navy dat in de Tweede Wereldoorlog tot zinken gebracht werd. In zeven vaarten bracht hij 12 schepen tot zinken voor een totaal van 80.688 BRT.
Vanaf 1 januari 1941 gaf hij opleiding aan de U-Bootschule van het 21. Unterseebootsflottille te Pillau. Op 21 september 1944 gaf hij les aan de Marineschule Mürwik.

## Na de Tweede Wereldoorlog
Van augustus tot december 1945 ruimde hij zeemijnen op totdat de Kriegsmarine ophield te bestaan. Van januari tot juli 1946 werkte hij te Satrup in een fabriek. Tot juli 1946 volgde hij een opleiding bij de brandverzekering “Gothaer” in Hamburg. Van augustus 1947 tot september 1948 werkte hij bij een vervoerbedrijf in Hamburg. Hij werkte daarna voor de Jugendfürsorge des Evangelischen Hilfswerk. Van april 1951 tot 30 november 1955 werkte hij voor de beroepsopleiding op de scheepswerf H. C. Stülcken Sohn in Hamburg. Op 3 december 1955 ging hij bij de nieuw opgerichte Bundeswehr in Keulen. Op 30 september 1967 kreeg hij de Orde van Verdienste van de Bondsrepubliek Duitsland 1e Klasse en werd hij met pensioen gestuurd.

## Privéleven
Otto Schuhart trouwde met Irmgard Wellner, de weduwe van zijn collega Horst Wellner bevelhebber van de U 16, die op 25 oktober 1939 na gevecht met HMS Puffin en HMS Cayton Wyke verging met alle opvarenden. Het echtpaar kreeg twee kinderen.